# Histioea proserpina
Histioea proserpina là một loài bướm đêm thuộc phân họ Arctiinae, họ Erebidae.